# Крушето
Крушето (болг. Крушето) — село в Болгарии. Находится в Великотырновской области, входит в общину Горна-Оряховица. Население составляет 795 человек (2022).

## Политическая ситуация
В местном кметстве Крушето, в состав которого входит Крушето, должность кмета (старосты) исполняет Ивайло Здравков Георгиев (Граждане за европейское развитие Болгарии (ГЕРБ)) по результатам выборов правления кметства.
Кмет (мэр) общины Горна-Оряховица — Йордан Стефанов Михтиев (Граждане за европейское развитие Болгарии (ГЕРБ)) по результатам выборов.